# Aberdeen (Dacota do Sul)
Aberdeen é uma cidade localizada no estado norte-americano da Dakota do Sul, no Condado de Brown. Foi fundada em 1880, e incorporada em 1882.

## Geografia
De acordo com o United States Census Bureau, a cidade tem uma área de 40,4 km², dos quais 40,1 km² estão cobertos por terra e 0,3 km² por água.

### Localidades na vizinhança
O diagrama seguinte representa as localidades num raio de 32 km ao redor de Aberdeen.

## Demografia
Segundo o censo nacional de 2010, a sua população é de 26 091 habitantes e sua densidade populacional é de 649,92 hab/km². É a terceira cidade mais populosa do estado. A cidade possui 12 158 residências, que resulta em uma densidade de 302,85 residências/km².